# (7729) Голованов
(7729) Голованов (лат. Golovanov) — типичный астероид главного пояса, открыт 24 августа 1977 года советским астрономом Николаем Черных в Крымской астрофизической обсерватории и 9 марта 2001 года назван в честь советского и российского журналиста и писателя Ярослава Голованова.

## Обнаружение и именование
(7729) Голованов
Открыт 24 августа 1977 года в Крымской астрофизической обсерватории Н. С. Черных.
Инженер-космонавт Ярослав Кириллович Голованов (р. 1932) пишет научные обзоры по космическим проблемам. Как автор многих сотен статей и более 20 книг, он является лауреатом многих премий и наград, в том числе медали “Золотое перо” — высшей награды Союза советских журналистов.
Оригинальный текст (англ.)7729 Golovanov
Discovered 1977 Aug. 24 by N. S. Chernykh at the Crimean Astrophysical Observatory.
Space engineer Yaroslav Kirillovich Golovanov (b. 1932) writes scientific reviews on space problems. As the author of many hundreds of articles and more than 20 books, he is the laureate of many prizes and awards, including the “Golden Pen” medal, the highest award of the Union of Soviet Journalists.
Источники: 20010309/MPCPages.arc; M.P.C. 42357.

## Орбита

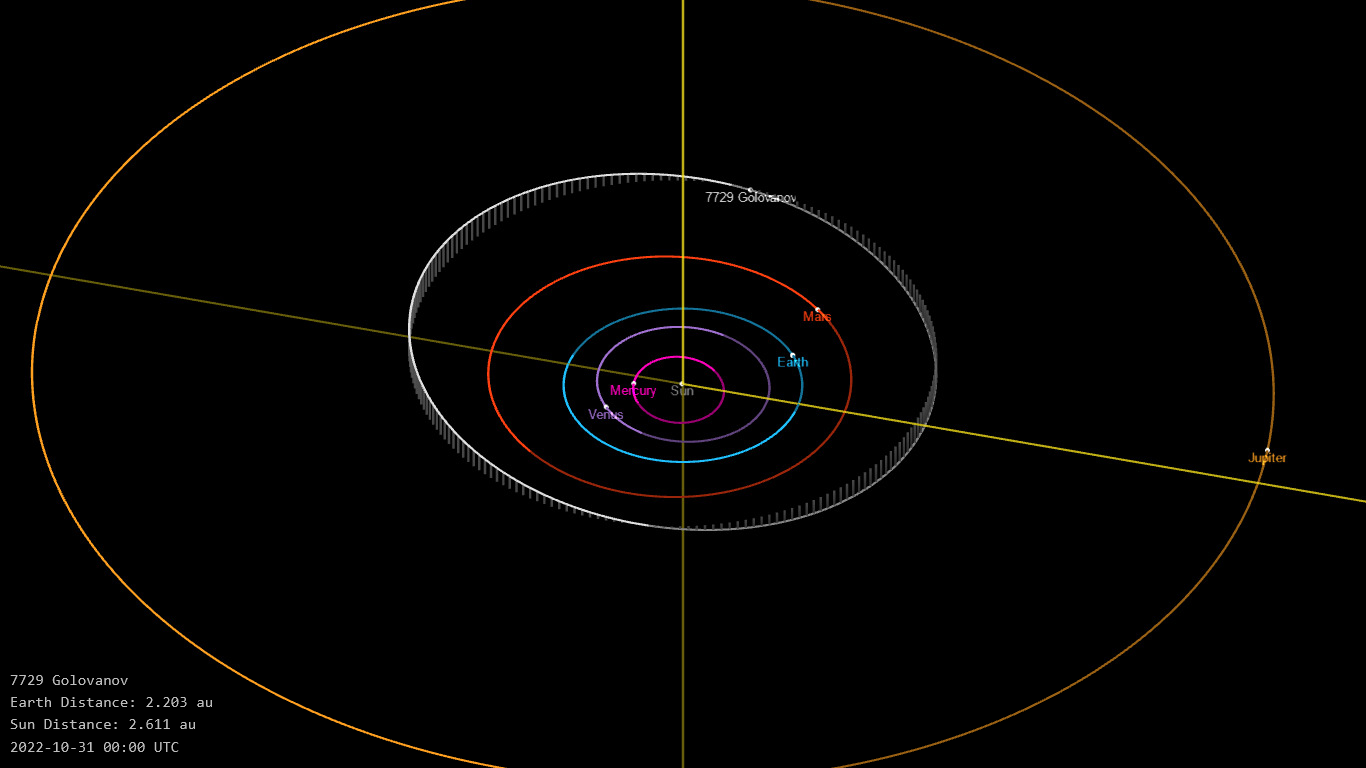
Орбита астероида Голованов и его положение в Солнечной системе

## Физические характеристики
Из наблюдений системы Asteroid Terrestrial-impact Last Alert System следует, что астероид относится к таксономическому классу C.
По результатам наблюдений в видимом и ближнем инфракрасном диапазоне космического телескопа NEOWISE диаметр астероида сначала оценивался равным 6,778±0,086 км, позже — 5,13±0,83 км и 6,778±0,086 км. Согласно тем же источникам альбедо оценивается как 0,1523±0,0137, 0,32±0,17 и 0,152±0,014.